# HD 212150
HD 212150，又名BD+75 820，SAO 10312、HR 8525，是一颗恒星，视星等为6.66，位于銀經114.26，銀緯16.27，其B1900.0坐标为赤經22h 17m 8.1s，赤緯+75° 16.27′ 8″。